# Sierning
Sierning je tržní obec na východě Horního Rakouska v okrese Steyr-venkov.

## Geografie
Sierning leží mezi městy Štýr a lázeňským městem Bad Hall na řece Steyru. Obec se rozkládá na několika terasovitých a skýtá dobré pěší a cyklistické trasy.

### Rozdělení města
- Katastrální obce
  - Gründberg
  - Hilbern
  - Letten
  - Neuzeug
  - Oberbrunnern
  - Pichlern
  - Sierninghofen
- Další místa
  - Steinfeld
  - Pachschallern
  - Ober- und Niederbrunnern
  - Hausleiten
  - Paichberg
  - Oberwallern
  - Frauenhofen